# Jean Riolan Młodszy

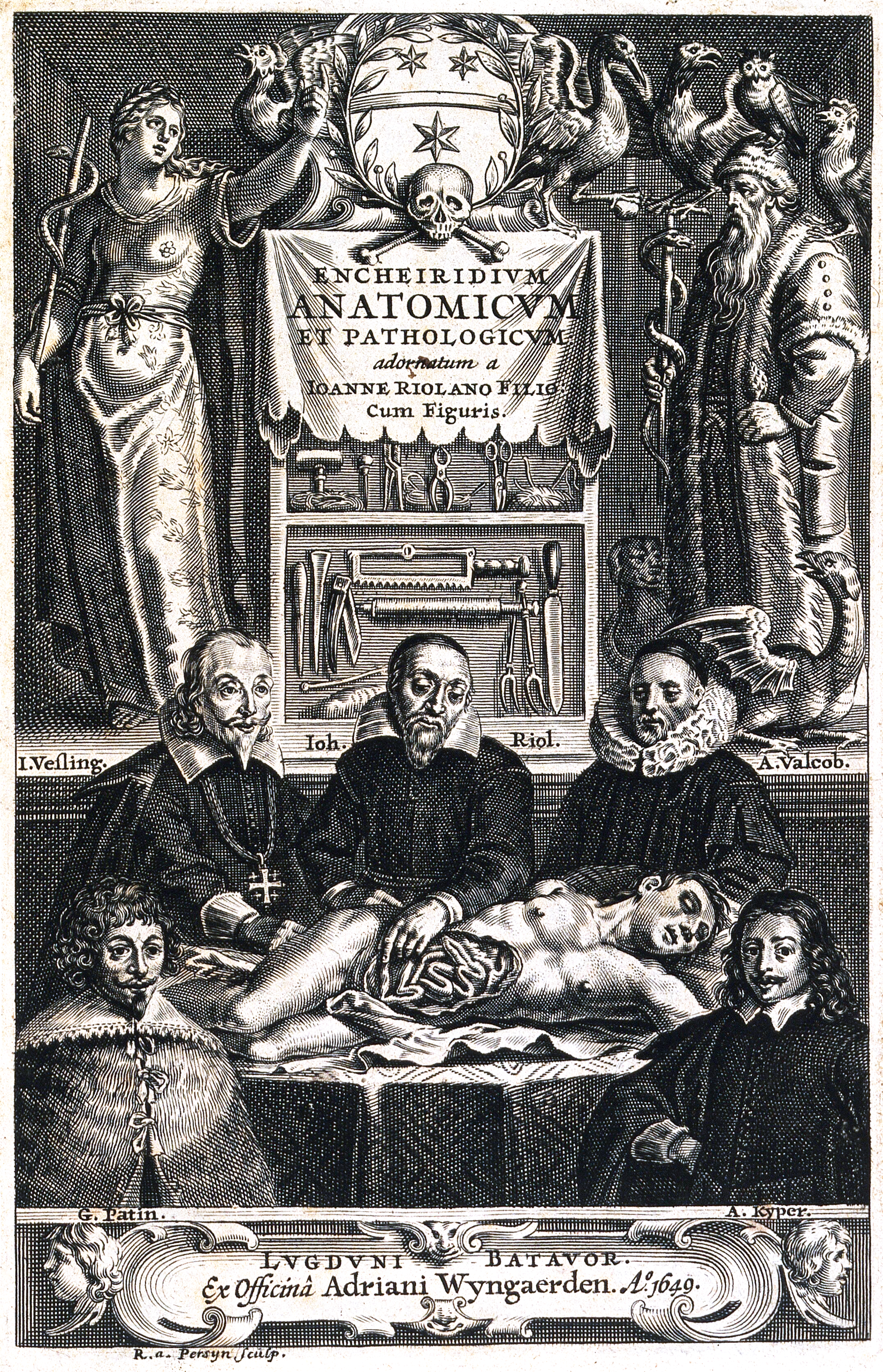
Jean Riolan Młodszy podczas sekcji – fragment strony tytułowej Encheirydium anatomicum et pathologicum ...1649

Jean Riolan Młodszy (ur. 1577, zm. 1657) – francuski lekarz i anatom, związany z wydziałem medycznym Uniwersytetu Paryskiego, syn Jeana Riolana Starszego.
Był osobistym lekarzem Marii Medycejskiej. Pozostał nim aż do jej śmierci, mimo iż po wygnaniu jej wpływy się skończyły. Dbał o rozwój paryskiego ogrodu botanicznego, pierwotnie zwanego Jardin du Roi, później znanego jako Jardin des Plantes. Ogród między innymi z jego namowy założył w 1626 roku Ludwik XIII.
Jean Riolan Młodszy był konserwatywnym zwolennikiem doktryn Galena i zagorzałym przeciwnikiem stosowania w lecznictwie chemicznych środków medycznych (tzw. jatrochemii). Nie zgadzał się z poglądami Williama Harveya w kwestiach krwiobiegu. Uważał, że krew krąży, ale obiega ciało najwyżej 2-3 razy na dzień. Uważał też, że to krew jest siłą napędzającą serce, podobnie jak woda napędzająca koło młyńskie. Uważał też, że krew pulsuje w żyłach raz w jedną, raz w drugą stronę roznosząc pokarm do różnych części ciała. Wciąż upierał się, że wątroba jest organem zajmującym się produkcją krwi. Był przeciwnikiem wiwisekcji, co uzasadniał tym, że cierpienia zwierzęcia wpływają na funkcjonalność organów jego ciała skutkując pojawieniem się nieprawidłowych reakcji i fałszują wyniki obserwacji. Przypisuje mu się zastosowanie w roku 1649, po raz pierwszy, operacji tzw. tamponady serca.
Jego najważniejszym dziełem jest poświęcona anatomii  L’Anthropographie (1618) oraz  Opuscula anatomica (1649), w której zawarł między innymi swe poglądy na krew i jej krążenie. Na jego cześć anastomozę między tętnicą krezkową górną a dolną nazwano anastomozą Riolana. Ponadto w anatomii stosuje się określenie bukiet Riolana.